# سلة الروايات
سلة الروايات هي سلسلة روايات من إنتاج المؤسسة العربية الحديثة، وتتحدث السلسلة عن قصص منفصلة بأسلوب متألق وأفكار شبابية.

## أعداد السلسلة
1. تجربة مخيفة
2. دماء في المعبد
3. كلاب جائعة
4. رجل من وهم
5. المملكة المفقودة
6. 300 دقيقة
7. عين القط
8. تماسيح نيلية
9. الأعرج
10. دائرة الموت
11. شبح المقابر
12. صديقتى
13. دقات الفزع
14. الجعران الذهبى
15. أخوة الدم ج1
16. أخوة الدم ج2
17. أسيرة الرمال
18. وراء الظلال
19. اللعنة ج1
20. اللعنة ج2
21. حياة جديدة ج1
22. العائد
23. الذي فعلته
24. قصة فرنسية
25. أيام مع الشبح
26. منظمة إسمها الفوضى
27. لمسة بريطانية
28. حياة جديدة ج2
29. عصر الفزع
30. أسطورة المؤسسة
31. صراع الأوغاد